# Salvador Aragonés i Vidal
Salvador Aragonés i Vidal (Vinyols i els Arcs, 1942) és un periodista català que fou corresponsal a Roma i director de l'agència de notícies Europa Press de Catalunya entre el 1977 i el 2007, impulsant el primer servei de notícies en català d'una agència de notícies.

## Biografia
Llicenciat en periodisme per la Universitat de Navarra, fou redactor de política de l'agència Europa Press entre el 1966 i el 1969. Després treballà de corresponsal d'Europa Press a Roma entre el 1969 i el 1978, durant el pontificat de Pau VI i Joan Pau II, escrigué diversos articles sobre l'anomenada Ostpolitik o obertura a l'Est que publicà la revista Mundo Internacional. També escrigué per l'agència ANSA. Com a periodista fou el primer a donar la notícia del nomenament del Rei Joan Carles com a successor del general Franco. També informà, després del cop d'Estat del 23-F, a les vuit del vespre, de les paraules que digué el Rei al president de la Generalitat, Jordi Pujolː "Tranquil, Jordi, tranquil".
Fou director d'Europa Press de Catalunya des del 24 de maig del 1977 en substitució d'Alfonso Espinet Gou. Passà de tenir vuit persones al seu càrrec el 1977, a tenir-ne 51 el 2003. Des de l'octubre del 1997 impulsà el primer servei de notícies en català d'una agència de notícies. El 1999, Europa Press va oferir el primer servei de notícies per internet al portal "Olé!", que després seria Terra, i en català a Vilaweb.
Ha estat doctor, professor i primer degà de la facultat de Periodisme de la Universitat Internacional de Catalunya. També ha estat professor de Periodisme a la Universitat Pro-Deo de Roma i professor extraordinari de la Universitat de Navarra.
El 2006 acabà la primera tesi que tracta de forma global L'Osservatore Romano. Considera que és "un diari llegit per poca gent, però molt influent (periodistes, diplomàtics, dirigents eclesiàstics i líders d'altres religions), el que fa que la seva repercussió no tingui res a veure amb el nombre d'exemplars". Al llibre Los papas, Italia, el comunismo y el diario del Vaticano del 2012 va aprofundir i actualitzar la informació sobre el diari oficial del Vaticà.

## Llibres publicats
- Aragonés, Salvador. La Revolución de Septiembre y el "Diario de Reus".  Asociación de Estudios Reusenses, 1969.
- Aragonés, Salvador. El silencio de las campanas.  Barcelona: Duxelm, 2007. ISBN 978-8493593360 [Consulta: 7 juliol 2014]. (Poesia)
- Aragonés, Salvador. Los papas, Italia, el comunismo y el diario del Vaticano.  Cultiva, 2012. ISBN 978-84-9923-996-5.
- Aragonés, Salvador. Apuntes de redacción periodística y análisis de las fuentes.  Cultiva, 2011. ISBN 978-84-9923-633-9.
- Aragonés, Salvador. Periodismo. Cómo utilizar los géneros, las fuentes y los rumores.  Cultiva Libros S.l., 2011. ISBN 978-84-9923-842-5.